# Endoskop

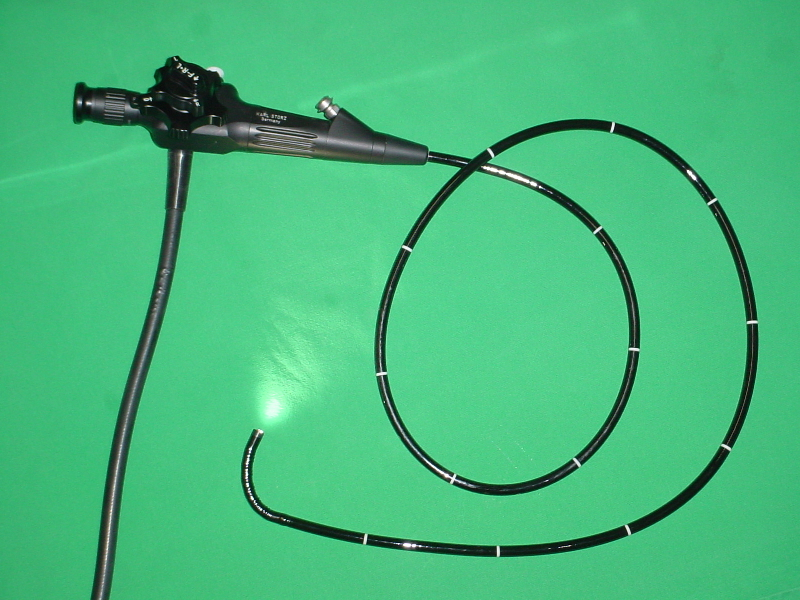
Příklad flexibilního endoskopu

Endoskop je optický přístroj pro zobrazení vnitřních dutin. Používá se v medicíně (kde se jeho použití věnuje metoda endoskopie), veterinární medicíně a některých speciálních technických aplikacích. Z hlediska provedení rozlišujeme endoskopy na:
- zrcátkové
- rigidní (tubusové)
- flexibilní (fibroskopy)
- videoendoskopy
- kapslová endoskopie

Endoskop je zpravidla vybavený optikou a světelným zdrojem. Může být doplněn zařízením k odběru tkáně.